# Halowe Mistrzostwa Europy w Lekkoatletyce 1989 – chód na 3000 m kobiet
Chód na 3000 metrów kobiet – jedna z konkurencji rozgrywanych podczas halowych lekkoatletycznych mistrzostw Europy w  hali Houtrust w Hadze. Eliminacje zostały rozegrane 18 lutego, a finał 19 lutego 1989. Zwyciężyła reprezentantka Niemieckiej Republiki Demokratycznej Beate Anders. Tytułu zdobytego na poprzednich mistrzostwach nie obroniła María Reyes Sobrino z Hiszpanii, która tym razem zdobyła brązowy medal.

## Rezultaty

### Eliminacje
Rozegrano 2 chody eliminacyjne, do których przystąpiło 17 chodziarek. Awans do finału dawało zajęcie jednego z pierwszych czterech miejsc w swoim chodzie eliminacyjnym (Q). Skład finału uzupełniły cztery zawodniczki z najlepszym czasem wśród przegranych (q).
Opracowano na podstawie materiału źródłowego.

#### Chód 1
| Miejsce | Zawodniczka         | Czas     | Uwagi |
| ------- | ------------------- | -------- | ----- |
| 1       | María Reyes Sobrino | 13:26,71 | Q     |
| 2       | Anikó Szebenszky    | 13:27,10 | Q     |
| 3       | Andrea Alföldi      | 13:27,12 | Q     |
| 4       | Erica Alfridi       | 13:28,96 | Q     |
| 5       | Alina Iwanowa       | 13:31,32 | q     |
| 6       | Waleria Todorowa    | 13:52,10 | q     |
| 7       | Kristin Andreassen  | 13:53,53 |       |
| –       | Karin Jensen        | DNF      |       |

#### Chód 2
| Miejsce | Zawodniczka       | Czas     | Uwagi |
| ------- | ----------------- | -------- | ----- |
| 1       | Ileana Salvador   | 13:08,87 | Q     |
| 2       | Beate Anders      | 13:08,93 | Q     |
| 3       | Monica Gunnarsson | 13:09,45 | Q     |
| 4       | Dana Vavřačová    | 13:09,90 | Q     |
| 5       | Olga Sánchez      | 13:10,85 | q     |
| 6       | Andrea Brückmann  | 13:11,29 | q     |
| 7       | Anita Blomberg    | 14:06,21 |       |
| –       | Atanaska Dżiwkowa | DSQ      |       |
| –       | Mária Rosza       | DSQ      |       |

### Finał
Opracowano na podstawie materiału źródłowego.
| Miejsce | Zawodniczka         | Czas     | Uwagi |
| ------- | ------------------- | -------- | ----- |
| 1       | Beate Anders        | 12:21,91 |       |
| 2       | Ileana Salvador     | 12:32,40 |       |
| 3       | María Reyes Sobrino | 12:39,50 |       |
| 4       | Dana Vavřačová      | 12:42,00 |       |
| 5       | Olga Sánchez        | 12:43,49 |       |
| 6       | Andrea Alföldi      | 12:43,62 |       |
| 7       | Anikó Szebenszky    | 12:44,37 |       |
| 8       | Monica Gunnarsson   | 12:54,52 |       |
| 9       | Andrea Brückmann    | 12:57,07 |       |
| 10      | Alina Iwanowa       | 12:57,36 |       |
| 11      | Erica Alfridi       | 13:04,71 |       |
| 12      | Waleria Todorowa    | 13:06,68 |       |